# Northwest Airlines

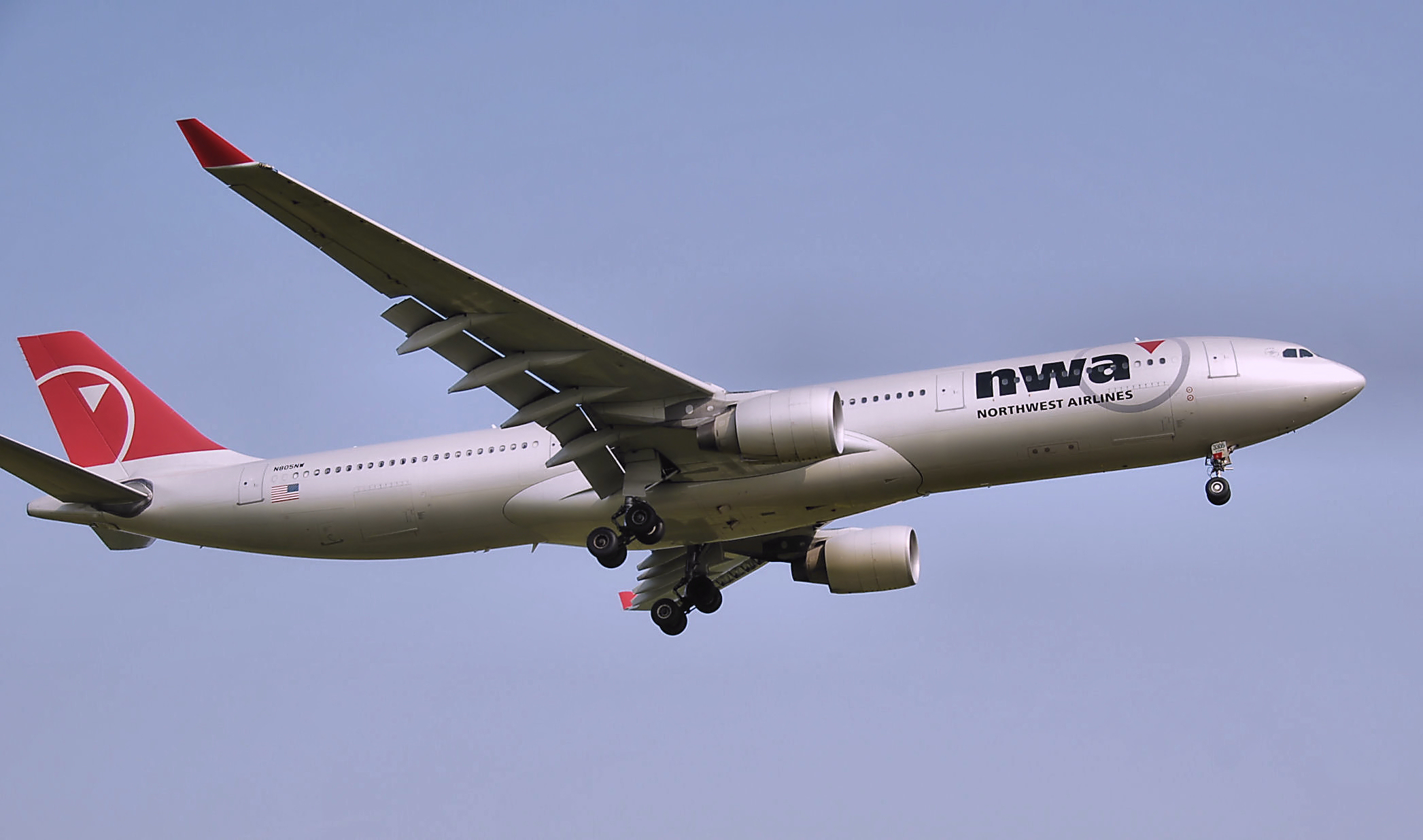
Airbus A330-300 från Northwest Airlines

Northwest Airlines var ett amerikanskt flygbolag, numera Delta Air Lines, med säte i Eagan, Minnesota i USA.
Northwest Airlines grundades av överste Lewis Brittin under namnet Northwest Airways. Som alla andra flygbolag, flög Northwest inte passagerare, utan post åt U.S. Post Office Department
Northwest opererade från framförallt tre baser i USA. Minneapolis, Detroit och Memphis. Bolaget hade också en fokusstad i form av Amsterdam där de hade ett nära samarbete med den holländska flygbolaget KLM. I Asien fungerade Tokyo på liknande sätt.
Den 14 april 2008 bestämdes att Northwest Airlines och Delta Air Lines att de båda företagen skulle gå samman. De bildar världens största flygbolag och de gick slutligen samman den 29 oktober 2008 som Delta Air Lines. Den 1 januari 2010 gick bolaget ihop helt med Delta Air Lines och stängde samma dag all trafik. I samband med sammanslagningen överfördes alla linjer, baser och flygplan till Delta Air Lines som då blir världens största flygbolag.

## Flotta
- 56 Airbus A319
- 73 Airbus A320
- 32 Airbus A330
- 28 Boeing 747
- 71 Boeing 757
- 103 Douglas DC-9